# Woolworths Group
Woolworths Group — австралийская компания в сфере розничной торговли. По состоянию на 2022 год у компании было 1400 супермаркетов в Австралии и Новой Зеландии.

## История
Компания была основана в 1924 году Персивалем Кристмасом и Стенли Чаттертоном в Сиднее; название было позаимствовано у американской сети универмагов FW Woolworth. Первоначально Woolworths развивала сеть универмагов. Первый продуктовый магазин компания открыла в 1957 году, а в 1960 году в пригороде Вуллонгонга был открыт первый супермаркет. В дальнейшем Woolworths расширялась за счёт поглощения сетей бакалейных и винных магазинов, а также открытия супермаркетов. В 1985 году была куплена вся австралийская сеть американской компании Safeway (126 магазинов). В 1989 году Woolworths была поглощена группой Industrial Equity Limited, но уже в 1993 году вновь стала самостоятельной.
В 2005 году была куплена новозеландская компания Progressive Enterprises, владевшая сетью супермаркетов Countdown. С 2003 года компания владела сетью автозаправок Caltex, но в 2018 году она была продана британской EG Group.

## Деятельность
Подразделения по состоянию на 2022 год:
- Розница в Австралии — торговля через сеть Woolworths Supermarkets; 75 % выручки;
- Розница в Новой Зеландии — торговля через сеть Countdown Supermarkets; 12 % выручки;
- BIG W — сеть дискаунтеров в Австралии; 7 % выручки;
- B2B — оптовая торговля продуктами в Австралии; 6 % выручки.

В списке крупнейших публичных компаний мира Forbes Global 2000 за 2023 год Woolworths заняла 531-е место.